# Hyeongseop X Euiwoong
Hyeongseop X Euiwoong (tiếng Hàn: 형섭 x 의웅) là dự án nhóm nhạc nam Hàn Quốc với 2 thành viên là Ahn Hyeongseop và Lee Euiwoong (về sau đổi nghệ danh thành Lew), được thành lập bởi Yuehua Entertainment tại Seoul, Hàn Quốc. Hyeongseop và Euiwoong từng tham gia vào Produce 101 mùa 2 trước khi ra mắt vào ngày 2 tháng 11 năm 2017, với đĩa đơn "It Will Be Good". Cả hai sau đó ra mắt cùng Tempest vào ngày 2 tháng 3 năm 2022.

## Lịch sử
Năm 2017, Lew và Hyeongseop tham gia mùa thứ hai của chương trình truyền hình thực tế sống còn Produce 101 của Mnet. Euiwoong (Lew) bị loại ở vòng loại trừ thứ ba, xếp hạng 23 chung cuộc, trong khi Hyeongseop bị loại ở đêm chung kết, xếp hạng 16 chung cuộc. Cả hai ra mắt vào ngày 2 tháng 11 năm 2017 dưới tên Hyeongseop x Euiwoong với đĩa đơn "It Will Be Good".

## Thành viên
- Chú thích: In đậm là nhóm trưởng

| Nghệ danh  | Nghệ danh | Tên khai sinh  | Tên khai sinh | Ngày sinh                 | Nơi sinh                        | Vai trò        |
| Latinh     | Hangul    | Latinh         | Hangul        | Ngày sinh                 | Nơi sinh                        | Vai trò        |
| ---------- | --------- | -------------- | ------------- | ------------------------- | ------------------------------- | -------------- |
| Hyeongseop | 형섭      | Ahn Hyeongseop | 안형섭        | 9 tháng 8, 1999 (23 tuổi) | Thành phố Icheon tỉnh Gyeonggi  | Vocalist       |
| Euiwoong   | 의웅      | Lee Euiwoong   | 이의웅        | 5 tháng 4, 2001 (21 tuổi) | Quận Namdong, Thành phố Incheon | Leader, Rapper |

## Danh sách đĩa nhạc
- Chú thích: In đậm là bài hát chủ đề

### Album đĩa đơn
| Tên                  | Thông tin đĩa đơn | Danh sách bài hát                       | Doanh số                             | Vị trí xếp hạng cao nhất trên Gaon |
| -------------------- | --- | --------------------------------------- | ------------------------------------ | ---------------------------------- |
| The Moment of Memory | - Phát hành: 2 tháng 11, 2017 - Label: Yuehua Entertainment, Kakao Entertainment - Dịnh dạng: CD, Kỹ thuật số, phát trực tiếp | 1. It's will be good 2. I like you girl | - HQ: 31 697(Tính đến tháng 3, 2022) | 5                                  |

### EP
| Tên            | Thông tin đĩa đơn | Danh sách bài hát                                                                                        | Doanh số                             | Vị trí xếp hạng cao nhất trên Gaon |
| -------------- | --- | --- | ------------------------------------ | ---------------------------------- |
| Color of Dream | - Phát hành: 10 tháng 4, 2018 - Label: Yuehua Entertainment, Kakao Entertainment - Dịnh dạng: CD, Kỹ thuật số, phát trực tiếp | 1.Spring Rain (봄비) 2.Love Tint 3.Love Letter (러브레터) 4.Lover Clock (시계바늘) 5.Remember (기억할게) | - HQ: 14 026(Tính đến tháng 3, 2022) | 10                                 |

## Danh sách video

### MV
| Tên               | Năm  | Đạo diễn | Album                |
| ----------------- | ---- | -------- | -------------------- |
| It's will be good | 2017 |          | The Moment of Memory |
| Love Tint         | 2018 |          | Color of Dream       |

## Giải thưởng và đề cử
| Năm  | Giải thưởng                    | Hạng mục              | Đề cử                 | Kết quả   |
| ---- | ------------------------------ | --------------------- | --------------------- | --------- |
| 2018 | Mnet Asian Music Awards (MAMA) | Best New Male Artist  | Hyeongseop X Euiwoong | Đề cử     |
| 2018 | Soribada Best K-Music Awards   | Rising Hot Star Award | Hyeongseop X Euiwoong | Đoạt giải |